# Cholistani (raza bovina)
Cholistani es una raza de Cebúes de Pakistán, principalmente utilizada en la producción láctea. Tiene su origen en el desierto de Cholistán, un área de Rahim Yar Khan, Bahawalpur y Bahawalnagar.

## Descripción
Cholistani es una raza de tamaño mediano, con capa blanca y manchas negras y marrones. La joroba trasera de Cholistani es su característica distintiva, pues es más grande que cualquier otra raza, excepto la Dhanni del distrito de Punjab en Pakistán, con la que comparte el mismo tamaño..